# Rowlandius recuerdo
Espèce
Synonymes
- Schizomus recuerdo Armas, 1989

Rowlandius recuerdo est une espèce de schizomides de la famille des Hubbardiidae.

## Distribution
Cette espèce est endémique de la province de Sancti Spíritus à Cuba,. Elle se rencontre vers Trinidad.

## Publication originale
- Armas, 1989 : Adiciones al orden Schizomida (Arachnida) en Cuba. Poeyana, no 387, p. 1-45.